# Tauno Pylkkänen

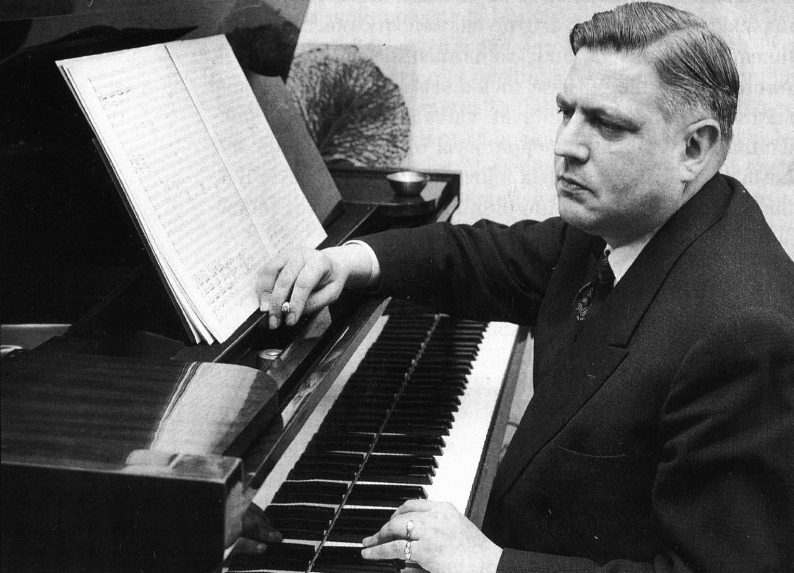
Tauno Pylkkänen vid flygeln.

Tauno Kullervo Pylkkänen, född 22 mars 1918 i Helsingfors, död 13 mars 1980 i Helsingfors, var en finländsk kompositör och musikkritiker.

## Biografi
Pylkkänen studerade komposition vid Sibelius-Akademin i Helsingfors som elev till Levi Madetoja och Selim Palmgren, vilket ledde till  ett diplom i komposition 1941. Samtidigt studerade han vid universitetet i Helsingfors (fil.kand. 1940). Hans första kompositionskonsert hölls i Helsingfors 1942. 
Från 1960 till 1969 tjänstgjorde han som konstnärlig ledare för Finlands Nationalopera och hade samtidigt ett antal andra förtroendeuppdrag.
Pylkkänen var särskilt betydelsefull som operakompositör. Genom sin mor, skådespelerskan Hilma Rantanen, fick han den första kontakten med teatern. Han komponerade sin första opera, Jaakko Ilkka före 20 års ålder. Hans genombrottsverk var Mare och hennes son (1945), som grundades på Aino Kallas skådespel. Pylkkänen lärde sig mycket snabbt att behandla människorösten naturligt. 
Pylkänen har med rätta jämförts med den italiensk-amerikanska operatonsättaren Gian Carlo Menotti och han har också kallats för ”Nordens Puccini". Under 1950- och 1960-talet var han den enda finländska kompositören, som koncentrerade sig på operor, av vilka kan nämnas Opri och Oleksi, Simo Hurtta och fångarna, samt Skuggan. Med radio-operan Vargbruden vann han 1950 Prix Italia. Hans sista opera Okänd soldat (baserad på Väinö Linnas roman med samma titel), fick också berömmande recensioner. Av Pylkkänens operor har Mare och hennes son spelats in på skiva. Allt som allt, komponerade han tio operor.

## Utmärkelser
Pylkänen tilldelades Pro Finlandia-medaljen 1952.